# Brigitte Jullien
Pour les articles homonymes, voir Jullien.
Brigitte Jullien, née en 1958, est une commissaire de police française, directrice de l'inspection générale de la police nationale (IGPN) de 2019 à 2022. Avant cette nomination, elle occupait le poste de directrice départementale de la sécurité publique et coordonnatrice zonale pour le Sud-Ouest des forces de police depuis novembre 2014.
Depuis 2013, Brigitte Jullien est également présidente de la Fédération sportive de la police nationale, la FSPN.

## Violences policières
Le 6 novembre 2018, 151 lycéens ont été interpellés à Mantes-la-Jolie. Cet épisode a suscité une vive polémique après la diffusion d'une vidéo filmée par un agent des forces de l’ordre, largement relayée sur les réseaux sociaux le soir-même, où l'on voit ces 151 jeunes alignés en rang, en silence, genoux à terre et mains sur la tête, encadrés par des policiers casqués, armés de matraques et de boucliers. Avec en commentaire « Voilà une classe qui se tient sage ».
À la suite de cette interpellation, Brigitte Jullien a reporté les conclusions de l'enquête administrative menée par l'IGPN : « pas de faute » commise par les forces de l’ordre ni de « comportement déviant ». Ces conclusions ont suscité la création d’un collectif d'avocats pour défendre les enfants mis à genoux et les mains derrière la tête, lors de leur interpellation collective. En effet, le collectif de défense des jeunes mantois a déclaré que de nouvelles plaintes seraient déposées. Un membre de ce collectif a relevé « Des mineurs auditionnés sans avocat, les selfies pris par certains policiers, les palpations pratiquées par un policier sur une jeune fille, sans compter la vidéo effectuée par un fonctionnaire sur des mineurs menottés ».
En juin 2019, Brigitte Jullien « réfute totalement le terme de violences policières », concernant le mouvement des gilets jaunes en France,.

## Décorations
- Officier de la Légion d'honneur (décret du 31 décembre 2012, chevalier depuis le 7 mai 2004)[1].
- Officier de l'ordre national du Mérite (décret du 30 janvier 2008, chevalier depuis le 16 octobre 1998)[1].
- Médaille de la sécurité intérieure, bronze

(arrêté du 11 juillet 2017).
- Médaille de la jeunesse, des sports et de l'engagement associatif, argent
- Médaille d'honneur de la Police nationale